# Andrij Kałasznikow
Andrij Mykołajowycz Kałasznikow (ukr. Андрій Миколайович Калашніков; ur. 20 listopada 1964) – radziecki a od 1993 roku ukraiński zapaśnik w stylu klasycznym. Dwukrotny olimpijczyk. Brązowy medalista w Atlancie 1996 i czwarty w  Sydney 2000. Startował w kategorii 52–54 kg.
Trzeci w mistrzostwach świata w 1994. Zdobył cztery medale na Mistrzostwach Europy, złoty w 1987 i 1996. Pierwszy w Pucharze Świata w 1988; drugi w 1989 i trzeci w 1994. Trzy razy zdobył tytuł mistrza ZSRR w 1988, 1989 i 1991. Srebro w 1990 i brąz w 1987 roku.